# Seventeen (groupe indonésien)
Pour les articles homonymes, voir Seventeen et Seventeen (groupe sud-coréen).
Seventeen est un ancien groupe de pop indonésien fondé en 1999 à Yogyakarta. Pendant l'existence du groupe, les membres résident à Jakarta. En décembre 2018, un tsunami dans le détroit de la Sonde s'abat sur la plage où le groupe était en concert et tue trois des quatre membres.

## Membres
- Zulianto « Zozo » Angga (guitare ; 1999-2008)
- Yudhi Rus Harjanto (guitare ; 1999-2013)
- Yohan « Doni » Saputro (chant, guitare ; 1999-2013)
- M. Awal « Bani » Purbani (basse ; 1999-2018, décédé)
- Herman Sikumbang (guitare ; 1999-2018, décédé)
- Windue Andi Darmawan (batterie ; 1999-2008, 2009-2018, décédé)
- Riefian « Ifan » Fajarsyah (chant ; 2008-2018)

## En concert
Le 22 décembre 2018, pendant un concert en plein air sur la plage de Tanjung Lesung sur l'île de Jakarta, un tsunami, dirigé par une éruption du volcan Krakatoa, s'abat les plages du détroit de la Sonde. Le bassiste, Awal Purbani, ainsi que le manager sont tués immédiatement, alors que le guitariste, Herman Sikumbang, et le batteur, Windu Andi Darmawan, sont trouvés morts quelques heures plus tard,.